# آلبيك (يوزدوم)
آلبيك (بالإنجليزية: Ahlbeck (Usedom))‏هي منطقة تابعة لبلدية هيرينجسدورف في جزيرة يوزدوم على ساحل بحر البلطيق . إنها في أقصى الشرق من ما يسمى «منتجعات الإمبراطور» المنتجعات الساحلية على الجزء الألماني من الجزيرة، وتقع بجوار الحدود مع بولندا ومدينة اشوينواويشتشه (Swinemünde). يرتبط كلا المجتمعين بِحُرية من خلال أطول كورنيش شاطئي في أوروبا يمتد لأكثر من 12 كيلومتر (7 ميل) من بانسين إلى اشوينواويشتشه.

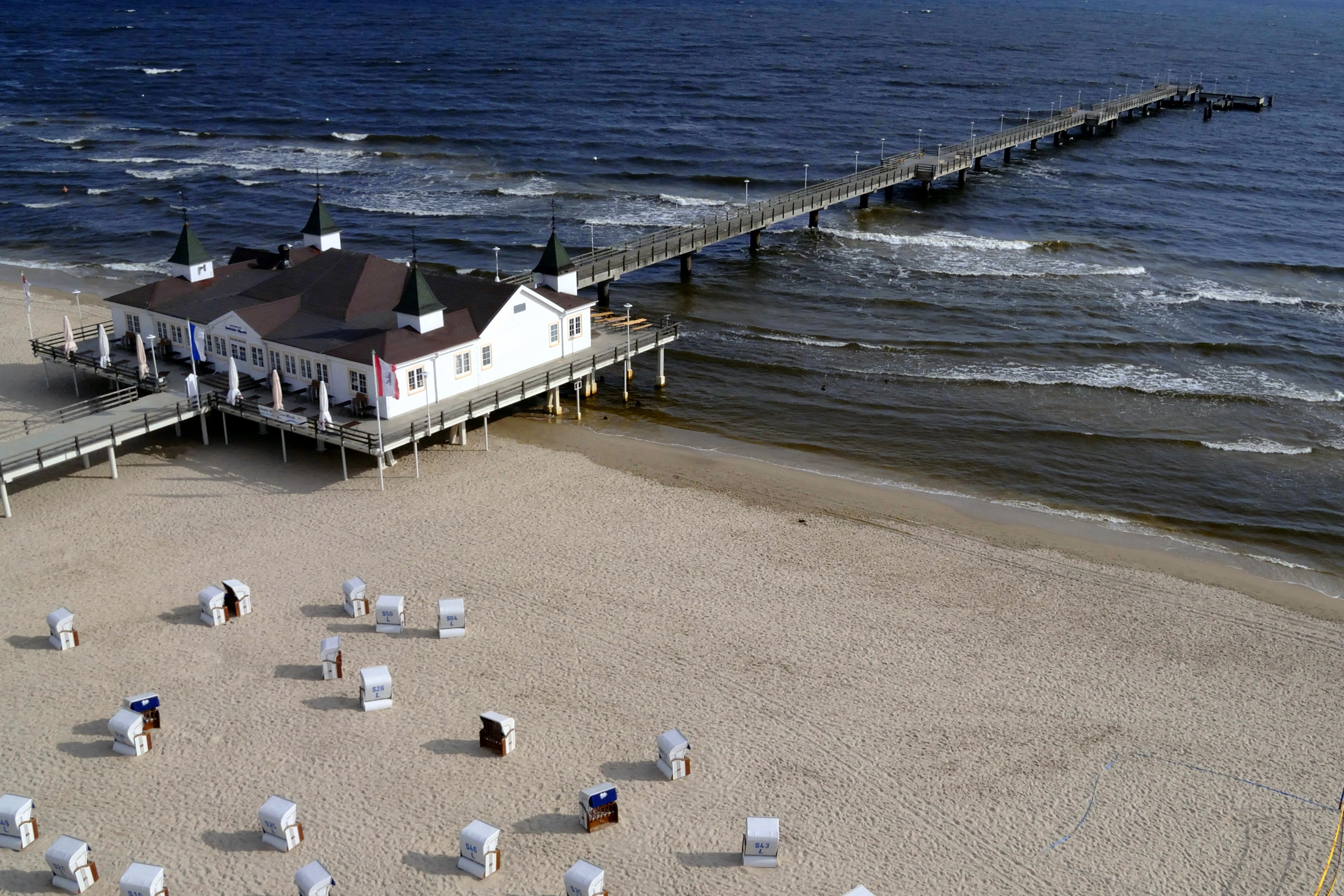
أهلبيك بيير

## تاريخ
تم ذكرها لأول مرة باسم آلبيك ( الألمانية الدنيا ب «ثعبان البحر») في عام 1693، واستقر الصيادون على الجانب بعد أن مر يوزدوم تحت حكم براندنبورغ-بروسيا بموجب معاهدة استكهولم لعام 1720. في القرن التاسع عشر، سرعان ما ارتقت المستوطنة إلى منتجع ساحلي أنيق.

## سياحة
وتشمل مناطق الجذب الشهيرة الرئيسية بطول 280 متر (920 قدم) رصيف آلبيك (بالألمانية: Seebrücke)وأقدم رصيف بحري محفوظ في ألمانيا. يحتوي آلبيك على العديد من المنازل والقصور ذات المناظر الخلابة على طراز «فترة المؤسسين» (بالألمانية: Gründerzeit) الألماني للهندسة المعمارية للمنتجعات . يعد منتجع OstseeTherme (بالعربية: حمام بحر البلطيق) للاستحمام من المعالم السياحية الشهيرة. على مقربة منه، هناك برج المراقبة آلبيك الشهير من الناحية المعمارية مع ثلاثة طوابق المراقبة ومصعد.

## روابط خارجية
- موقع آلبيك (بالألمانية)